# Грачов Сергій Миколайович
Сергій Миколайович Грачов (1898 — 1956, місто Сімферополь, тепер Автономна Республіка Крим) — радянський і партійний діяч, заступник голови РНК Кримської АРСР, голова Сімферопольського міськвиконкому. Депутат Верховної ради Кримської АРСР 1-го скликання.

## Життєпис
Член ВКП(б).
У травні 1938 — березні 1941 року — заступник голови Ради народних комісарів Кримської АРСР.
З березня 1941 року — секретар Кримського обласного комітету ВКП(б) із судноремонтної промисловості.
З квітня 1944 року — заступник голови Ради народних комісарів Кримської АРСР. Одночасно, з 18 травня по 31 липня 1944 року — в.о. голови Ради народних комісарів Кримської АРСР.
У 1948—1949 роках — голова виконавчого комітету Сімферопольської міської ради депутатів трудящих.
У 1949—1952 роках — завідувач загального відділу виконавчого комітету Кримської обласної ради депутатів трудящих.
Помер 1956 року в Сімферополі. Похований на цвинтарі Абдал-1.

## Нагороди
- ордени
- медалі